# Pablo Pacheco
Pablo Pacheco (23 maggio 1908 – 2 maggio 1982) è stato un calciatore peruviano.

## Carriera
In carriera, Pacheco giocò per l'Universitario e per il Perù con il quale disputò il Mondiale 1930.